# Oboè d'amor
L'oboè d'amor és un instrument de vent de fusta de llengüeta doble de la família de l'oboè. Està afinat en la, és a dir, una tercera menor més avall que l'oboè. D'un to més tranquil i fosc, la seva forma és semblant al corn anglès, encara que amb unes dimensions menors.
L'oboè d'amor va ser inventat al segle xviii i perfeccionat més tard per François Loreé. La designació «d'amore» en italià va ser utilitzada en el barroc per a definir instruments de so agradable. Va ser utilitzat per primera vegada el 1717 per Christoph Graupner. Johann Sebastian Bach utilitzava sovint l'oboè d'amor en les seves cantates. També han escrit per a aquest instrument els compositors Georg Philipp Telemann i Georg Friedrich Händel. Més recentment, l'oboè d'amor ha sigut utilitzat per Maurice Ravel en el Boléro i Richard Strauss li ha reservat un paper important en la Simfonia domèstica.

## Obres destacades per a oboè d'amor[2]
Solista
- Johann Sebastian Bach
  - Concert en la major per a oboè d'amor, corda i baix continu (BWV 1055)
- Antonio Lotti
  - Concert en la major per a oboè d'amor, corda i baix continu
- Georg Philipp Telemann
  - Concert en mi menor per a oboè d'amor, corda i baix continu
  - Concert en sol major per a oboè d'amor, corda i baix continu
  - Concert en la major per a oboè d'amor, corda i baix continu

Música de cambra
- Johann Gottlieb Graun
  - Trisonata en la major per a oboè d'amor, Violí i baix continu

Orquestra
- Maurice Ravel: Boléro
- Richard Strauss: Simfonia Domestica